# Dalilla Hermans
Dalilla Hermans, née en 1986, est une écrivaine belge d'origine rwandaise. Elle est chroniqueuse régulière au Standaard et a été rédactrice au Charlie Magazine,.

## Biographie
Dalilla Hermans est née au Rwanda et est adoptée à l'âge de deux ans et demi par une famille belge. Elle grandit en Campine. En 2014, elle se fait connaître en écrivant une lettre ouverte dénonçant le racisme,
.
En 2014, elle participe aux élections fédérales belges pour Groen, se classant seizième sur la liste anversoise. Elle savait que c'était une position non éligible et ne se considère donc pas comme une politicienne :

« Je savais d’avance que c’était une position absolument inéligible et je n’avais aucune ambition de me lancer en politique. Toujours pas d'ailleurs. Chaque fois que quelqu’un me décrit ou me présente comme une politicienne, mes poils se dressent. Je ne l’étais pas à l’époque, et je ne le suis pas maintenant. »

En 2017, son livre Lettre à Cooper et au monde paraît aux éditions Manteau, dans lequel elle raconte l'histoire de sa vie à travers une lettre adressée son fils aîné. Cette même année, elle est l'une des participantes au quiz télévisé De Slimste Mens ter Wereld, où elle atteint la finale.
En 2019, elle est responsable de l'essai de Noël pour De Standaard intitulé Blinders off. Ce que j'ai réalisé après cinq ans sur l'antiracisme.
Elle écrit la pièce de théâtre Her(e) sur la visibilité et la sous-représentation des femmes noires, qui est présentée en première à Gand début février 2020. Dans son livre La dernière chose que je veux dire à propos du racisme (2020), elle décrit la représentation comme un aspect important dans la lutte contre le racisme quotidien et structurel.
En 2023, elle est nommée coordinatrice de projet par sa ville de résidence, Bruges, dans le cadre du plan visant à devenir capitale culturelle européenne en 2030. Cette nomination suscite des critiques de la part du Vlaams Belang et de la N-VA (les conseillers municipaux de la N-VA acceptent finalement sa nomination), faisant référence à des déclarations antérieures de Hermans qu'ils décrivent comme du racisme antiblanc et de l'extrémisme woke. Des messages jugés haineux par les médias et qualifiés de racistes par les membres de l'administration communales ont également circulé sur les réseaux sociaux en réaction à cette nomination,,,.
La même année, elle devient membre du jury du Prix de littérature Libris 2024.